# باول بارث
باول بارث هو مبارز بالسيف سويسري، ولد في 9 مايو 1921، وتوفي في فبراير 1974 في بازل في سويسرا.

## وصلات خارجية
- باول بارث على موقع أوليمبيديا (الإنجليزية)